# Raquel Bollo
Raquel Bollo Dorado, más conocida como Raquel Bollo (Sevilla, 4 de noviembre de  1975), es una colaboradora de televisión y empresaria española. 
Es conocida por ser una figura pública del mundo de la prensa del corazón en España tras haber sido esposa del cantante flamenco Chiquetete y por su trabajo  en programas como Sálvame y Deluxe.

## Biografía
Raquel Bollo Dorado nació en Sevilla, España, el 4 de noviembre de 1975, hija de Fernando Bollo y María Dolores Dorado, creció bajo la educación de una familia católica.
Empezó a ser conocida en 1994 cuando a la edad de 19 años, contrajo matrimonio en 
Sevilla con el cantante flamenco Antonio Cortés Pantoja, conocido artísticamente como Chiquetete, el cual era 27 años mayor que ella.
Fruto de este matrimonio entre Raquel Bollo y Antonio Cortés nacieron Álvaro Manuel Cortés Bollo, el cual también se dedica al mundo de la música como 'Manuel Cortés', el 9 de julio de 1995 y Alma Cortés Bollo, el 13 de diciembre de 1999.
Desde su primera aparición pública con el artista, Raquel Bollo comenzó a ser portada de las principales revistas del corazón en España y además llegó a visitar en varias ocasiones platós de televisión como Corazón, corazón o Crónicas marcianas.
Sin embargo, Raquel Bollo comenzó a adquirir fama en el año 2003, después de acabar su matrimonio con Chiquetete tras 9 años de relación y dos hijos en común.
Tiempo después de su divorcio, Raquel comenzó a aparecer en múltiples programas televisivos expresando su postura como víctima de violencia de género tras denunciar a su ex cónyuge por malos tratos.
Después de su tormentosa relación con Chiquetete, Raquel Bollo contó con el apoyo de la prima hermana del artista, la también cantante folclórica Isabel Pantoja, con quien mantiene una amistad y ésta fue la madrina de su hijo pequeño Samuel Hiraldo Bollo, en el año 2008.
Desde entonces, Raquel Bollo es apoyada por gran parte del público español y comienza a aparecer de manera cada vez más constante en varios programas de Telecinco como en A tu lado, La Noria. Aunque su carrera destacó en los programas de Sálvame Deluxe y Sálvame, donde colaboro durante más de 10 años.
Además de sus colaboraciones en televisión, Raquel Bollo también ha sido participante de varios Reality's Shows de Telecinco: en 2007 participó en Supervivientes, en el que acabó en quinta posición; en 2011, fue concursante de Acorralados, donde se proclamó como segunda finalista; y en 2016 participó en Gran Hermano VIP 4, donde fue la novena expulsada.
Aparte de su trabajo en televisión, es dueña de una tienda de moda en Sevilla y ha realizado varios trabajos como modelo para proyectos benéficos o relacionados con su negocio.
Desde el 3 de febrero de 2018 comienza a colaborar en el programa de sobremesa de los sábados y domingos de Telecinco, Viva la Vida.
El 20 de noviembre de 2018 vuelve a trabajar como colaboradora de Telecinco en Sálvame tras haber abandonado el programa por motivos personales el 24 de noviembre de 2016.
Tiempo después de su separación
con Chiquetete comienza a salir con el músico Luis Amaya en el año 2004, con quien incluso llegó a comprometerse, sin embargo, la pareja se separó en 2006.
En 2007, empezó una relación con José Miguel "Semi" Hiraldo, con quien Raquel Bollo vuelve a ser madre dando a luz a su tercer hijo, Samuel Hiraldo Bollo el 1 de agosto del año 2008. Finalmente la pareja se separó en el año 2012.
En el año 2014, Raquel Bollo volvió a estar en el candelero mediático debido al tóxico noviazgo y la posterior polémica ruptura de su hijo mayor, el cantante Manuel Cortés Bollo, quien en ese entonces tenía 19 años con la joven Aguasantas "Santi" Vilches, de 21. 
Santi era una empleada de la tienda de moda de Raquel Bollo que había comenzado una relación con el hijo de la colaboradora en 2011. 
En este fuerte enfrentamiento entre los ex enamorados, tanto Raquel Bollo como su familia fue constantemente expuesta a la prensa por parte de la expareja de su hijo, además se la acusó de influenciar a Manuel para que terminara su relación con Santi, quien además la acusó de hacerle la vida imposible en el trabajo puesto que Raquel Bollo era su jefa y de meterse constantemente en la relación de pareja de los jóvenes además de ser la causante de sus problemas con Manuel, generando una gran enemistad entre las que en su día fueron suegra y nuera.
El 16 de diciembre de 2018, Antonio Cortés "Chiquetete", fallecía a las 7 de la mañana en Sevilla a causa de un paro cardiorrespiratorio derivado de una operación de cadera a la que se había sometido, tenía 70 años de edad. Raquel Bollo expresó su opinión al respecto de su situación y manifestó su más sincero apoyo hacia sus hijos en Sálvame.
En enero de 2020 abandonaría por segunda vez su puesto en  Sálvame y en 2021 el Deluxe, aunque a este último regresaría como invitada tiempo después.
En 2023 participa en las galas de  Supervivientes para defender  la participación de sus hijos en el mismo. A su vez, durante los meses que dura el reality, comienza a colaborar en el programa  Fiesta en Telecinco en las tardes de los fines de semana.
En febrero de 2025 comienza a colaborar en las tardes de Telecinco en el programa 
Tardear, tras la reformulación del programa y la salida de Ana Rosa Quintana del mismo.

## Trayectoria

#### Como colaboradora
| Año                 | Programa                              | Cadena    | Papel        |
| ------------------- | ------------------------------------- | --------- | ------------ |
| 2002-2007           | A tu lado                             | Telecinco | Colaboradora |
| 2007-2012           | La Noria                              | Telecinco | Colaboradora |
| 2010-2011           | Resistiré, ¿vale?                     | Telecinco | Colaboradora |
| 2009-2016 2018-2020 | Sálvame                               | Telecinco | Colaboradora |
| 2009-2016 2019-2021 | Sábado Deluxe                         | Telecinco | Colaboradora |
| 2013-2014           | Abre los ojos y mira                  | Telecinco | Colaboradora |
| 2018 2021-2022      | Viva la vida                          | Telecinco | Colaboradora |
| 2019                | Sálvame Okupa                         | Telecinco | Colaboradora |
| 2021                | Secret Story: La casa de los secretos | Telecinco | Colaboradora |
| 2023                | Supervivientes 2023                   | Telecinco | Defensora    |
| 2023                | Fiesta                                | Telecinco | Colaboradora |
| 2025                | Tardear                               | Telecinco | Colaboradora |

#### Como concursante
| Año  | Programa         | Cadena    | Papel         |
| ---- | ---------------- | --------- | ------------- |
| 2007 | Supervivientes   | Telecinco | 8.ª expulsada |
| 2011 | Acorralados      | Telecinco | 2.ª finalista |
| 2016 | Gran Hermano VIP | Telecinco | 9.ª expulsada |

#### Como invitada
| Año       | Programa         | Canal      |
| --------- | ---------------- | ---------- |
| 2004      | Tómbola          | Canal Nou  |
| 2009      | DEC              | Antena 3   |
| 2016      | Levántate        | Telecinco  |
| 2009-2020 | Sálvame          | Telecinco  |
| 2019      | Aquí hay madroño | Telemadrid |
| 2020      | Volverte a ver   | Telecinco  |
| 2009-2022 | Deluxe           | Telecinco  |
| 2024      | ¡De viernes!     | Telecinco  |